# سوزان برات
سوزان برات (بالإنجليزية: Susan Pratt)‏ هي ممثلة أمريكية، ولدت في 29 أبريل 1956 في غينزفيل في الولايات المتحدة.

## وصلات خارجية
- سوزان برات على موقع IMDb (الإنجليزية)
- سوزان برات على موقع قاعدة بيانات الفيلم (الإنجليزية)